# Corning (Kansas)
Corning és una població dels Estats Units a l'estat de Kansas. Segons el cens del 2000 tenia 170 habitants.

## Demografia
Segons el cens del 2000, Corning tenia 170 habitants, 64 habitatges, i 41 famílies. La densitat de població era de 234,4 habitants per km².
Dels 64 habitatges en un 46,9% hi vivien nens de menys de 18 anys, en un 51,6% hi vivien parelles casades, en un 10,9% dones solteres, i en un 34,4% no eren unitats familiars. En el 29,7% dels habitatges hi vivien persones soles el 15,6% de les quals corresponia a persones de 65 anys o més que vivien soles. El nombre mitjà de persones vivint en cada habitatge era de 2,66 i el nombre mitjà de persones que vivien en cada família era de 3,4.
Per edats la població es repartia de la següent manera: un 35,9% tenia menys de 18 anys, un 10% entre 18 i 24, un 27,1% entre 25 i 44, un 15,9% de 45 a 60 i un 11,2% 65 anys o més.
L'edat mediana era de 28 anys. Per cada 100 dones de 18 o més anys hi havia 87,9 homes.
La renda mediana per habitatge era de 27.250 $ i la renda mediana per família de 32.500 $. Els homes tenien una renda mediana de 26.250 $ mentre que les dones 17.083 $. La renda per capita de la població era de 10.135 $. Entorn del 6,8% de les famílies i el 10,2% de la població estaven per davall del llindar de pobresa.

## Poblacions més properes
El següent diagrama mostra les poblacions més properes.